# Билсон, Малколм
Малколм Билсон (англ. Malcolm Bilson; род. 24 октября 1935) — американский пианист, клавирист и музыкальный педагог, видный представитель движения аутентичного исполнительства.

## Биография
Принципиальное значение для исторического исполнительства имели, прежде всего, два проекта Билсона. В 1980-е годы вместе с дирижёром Джоном Элиотом Гардинером и его оркестром «Английские барочные солисты» Билсон записал серию фортепианных концертов Моцарта, используя молоточковое фортепиано — раннюю разновидность инструмента, современную композитору; по итогам этого проекта, подробно поясняя свой выбор в пользу аутентизма, Билсон замечал, что

через другие инструменты приходишь к некоему отличному пути исполнения музыки. Все начинается со звука, потому что именно через звук мы воспринимаем музыку; но тут также имеют значение ритм и фразировка: глядя на моцартовское деление на фразы, на его артикуляцию, на его обозначения динамики, скоро выясняешь, что таким образом значительно проще реализовывать эти указания, чем при использовании современных средств. <…> И в этом вся суть: естественно, вы не будете великим актёром только лишь потому, что правильно произносите свои строки. <…> Задумайтесь, тем не менее, над следующим: пусть есть некто, пусть он даже совершенно замечательный актёр, но если он не в состоянии произносить предложения с правильной интонацией, разве сможет он тогда адекватно передать эмоции, заложенные в них?

В 1996 году Билсон в сотрудничестве с шестью учениками осуществил запись всех фортепианных сонат Бетховена, используя для каждой инструмент, существовавший в момент её создания, — реставрированный или воспроизведённый в копии.
В 2002 году Билсон выступил в Москве с произведениями Гайдна, Карла Филиппа Эммануила Баха, Моцарта и Бетховена. Московская музыкальная критика отметила глубину понимания Билсоном конкретного музыкального материала и тонкостей музыкальной эволюции, однако в целом оценила игру Билсона прохладно, обратив внимание на допущенные им неточности и склонившись к отвергающему принцип аутентизма выводу о музейном характере возникающего при использовании старинного инструмента звучания.
Билсон с 1968 года преподаёт в Корнеллском университете. Среди его учеников, в частности, Барт ван Оорт, Урсула Дючлер и др.

## Музыкальные записи
- Малколм Билсон, Том Бегин, Дэвид Брайтмэн, Урсула Дючлер, Зви Меникер, Барт ван Орт, Эндрю Уиллис. Людвиг ван Бетховен «The complete Piano Sonatas on Period Instruments». Записано на оригинальных фортепиано: Сальваторе Лаграсса 1815 г., Готтлеб Хафнер 1835 г., Иоганн Фриц 1825 г., реплике рояля Вальтера от Пола Макналти, реплика Вальтера от Крис Мейна, реплика рояля Иоганна Шанца от Томаса и Барбары Вульф, копии Вальтер и Граф от Родни Регира. Лейбл: Claves
- Малколм Билсон, Джон Эллион Гардинер, The English Baroque Soloists. В. А. Моцарт «Piano Concertos Nos. 20&21/ Concertos Pour Piano K. 466 & K.467». Записано на реплике рояля Вальтера от Филипа Белта. Лейбл: Archiv Production
- Малколм Билсон. Франц Йозеф Гайдн «Keyboard Sonatas». Записано на реплике рояля Вальтера от Филипа Белта. Лейбл: Titanic Records
- Малколм Билсон. Франц Шуберт «Piano Sonatas D.850, D.568». Записано на оригинальном рояле 1835 г. от Конрада Графа. Лейбл: Hungaraton Classics
- Малколм Билсон, Аннер Билсма. Людвиг ван Бетховен «Fortepiano and Cello Sonatas». Записано на оригинальном рояле 1825 г. от Алоиса Граффа. Лейбл: Elektra Nonesuch